# 103. Infanterie-Division (Deutsches Kaiserreich)
Die 103. Infanterie-Division war ein Großverband der Preußischen Armee im Ersten Weltkrieg.

## Geschichte
Die Division wurde im Mai 1915 an der Ostfront zusammengestellt und bis Mitte April 1916 dort eingesetzt. Anschließend erfolgte ihre Verlegung an die Westfront. Hier verblieb sie bis Kriegsende, marschierte dann in die Heimat und wurde Ende November 1918 zunächst demobilisiert und schließlich aufgelöst.

### Gefechtskalender

#### 1915
- 24. Mai bis 13. Juli – Erster Aufmarsch an der serbischen Grenze bei der k.u.k. Armeegruppe Terzstyansky
- 16. bis 18. Juli – Durchbruchsschlacht von Krasnystaw
- 19. bis 28. Juli – Kämpfe im Anschluss an die Durchbruchsschlacht von Krasnystaw
- 29. bis 30. Juli – Durchbruchsschlacht von Biskupice
- 31. Juli bis 19. August – Verfolgungskämpfe von Wieprz bis zum Bug
- 19. bis 20. September – Verfolgungskämpfe zwischen Bug und Jasiolda
- 21. September bis 6. Oktober – Zweiter Aufmarsch an der serbischen Nordgrenze
- 06. Oktober bis 28. November – Feldzug in Serbien
- ab 1. Dezember – Aufmarsch an der griechischen Grenze

#### 1916
- bis 3. März – Aufmarsch an der griechischen Grenze
- 04. März bis 18. April – Stellungskämpfe an der griechischen Grenze
- 18. bis 29. April – Transport nach dem Westen
- 30. April bis 16. Juni – Stellungskämpfe in der Champagne
- 19. Juni bis 23. Juli – Schlacht um Verdun
- 23. Juni bis 21. Juli – Kämpfe im Chapitre-Walde und in der Souville-Schlucht
- 23. Juli bis 25. August – Kämpfe zwischen Maas und Mosel
- 26. August bis 15. September – Stellungskämpfe zwischen Maas und Mosel
- 21. September bis 7. Oktober – Stellungskämpfe in der Champagne
- 08. Oktober bis 11. November – Schlacht an der Somme
- ab 16. November – Stellungskämpfe in der Champagne

#### 1917
- bis 14. Januar – Stellungskämpfe in der Champagne
- 14. Januar bis 21. Mai – Stellungskämpfe vor Verdun
- 25. bis 27. Mai – Doppelschlacht an der Aisne und in der Champagne
- 28. Mai bis 23. Oktober – Stellungskämpfe am Chemin des Dames
- 24. Oktober bis 2. November – Nachhutkämpfe an und südlich der Ailette
- 03. bis 24. November – Stellungskämpfe nördlich der Ailette
- 24. November bis 25. Dezember – Kämpfe in der Siegfriedstellung
- ab 27. Dezember – Stellungskämpfe bei St. Quentin und an der Oise

#### 1918
- bis 20. März – Stellungskämpfe bei St. Quentin und an der Oise
- 21. März bis 6. April – Große Schlacht in Frankreich
- 07. bis 11. April – Kämpfe an der Avre und bei Montdidier und Noyon
- 12. April bis 26. Mai – Stellungskämpfe nördlich der Ailette
- 27. Mai bis 13. Juni – Schlacht bei Soissons und Reims
- 14. Juni bis 4. Juli – Stellungskämpfe zwischen Oise, Aisne und Marne
- 05. bis 14. Juli – Stellungskämpfe zwischen Aisne und Aire
- 15. bis 17. Juli – Angriffsschlacht an der Marne und in der Champagne
- 18. bis 25. Juli – Abwehrschlacht zwischen Soissons und Reims
- 26. Juli bis 3. August – Bewegliche Abwehrschlacht zwischen Marne und Vesle
- 04. bis 18. August – Stellungskämpfe an der Vesle
- 18. August bis 4. September – Abwehrschlacht zwischen Oise und Aisne
- 05. bis 18. September – Kämpfe vor der Siegfriedstellung
- 18. bis 25. September – Stellungskämpfe in der Champagne
- 26. September bis 9. Oktober – Abwehrschlacht in der Champagne und an der Maas
- 10. bis 12. Oktober – Kämpfe vor der Hunding- und Brunhild-Front
- 13. bis 17. Oktober – Kämpfe an der Aisne und Aire
- 18. bis 23. Oktober – Schlacht bei Vouziers
- 24. bis 31. Oktober – Kämpfe an der Aisne und Aire
- 01. bis 4. November – Kämpfe zwischen Aisne und Maas
- 05. bis 11. November – Rückzugskämpfe vor der Antwerpen-Maas-Stellung
- ab 12. November – Räumung des besetzten Gebietes und Marsch in die Heimat

## Gliederung

### Kriegsgliederung vom 15. Mai 1915
- 205. Infanterie-Brigade
  - 2. Thüringisches Infanterie-Regiment Nr. 32
  - 3. Thüringisches Infanterie-Regiment Nr. 71
  - Großherzoglich Hessisches Reserve-Infanterie-Regiment Nr. 116.[1]
  - Reserve-Jäger-Bataillon Nr. 22
  - 2. und 4. Eskadron/Dragoner-Regiment „Freiherr von Derfflinger“ (Neumärkisches) Nr. 3
  - Feldartillerie-Regiment Nr. 205
  - Pionier-Kompanie Nr. 205

### Kriegsgliederung vom 19. April 1918
- 205. Infanterie-Brigade
  - 2. Thüringisches Infanterie-Regiment Nr. 32
  - 3. Thüringisches Infanterie-Regiment Nr. 71
  - Großherzoglich Hessisches Reserve-Infanterie-Regiment Nr. 116
  - 3. Eskadron/Magdeburgisches Dragoner-Regiment Nr. 6
- Artillerie-Kommandeur Nr. 103
  - Feldartillerie-Regiment Nr. 205
  - III. Bataillon/Reserve-Fußartillerie-Regiment Nr. 11
- Pionier-Bataillon Nr. 103
- Divisions-Nachrichten-Kommandeur Nr. 103

## Kommandeure
| Dienstgrad      | Name               | Datum                                 |
| --------------- | ------------------ | ------------------------------------- |
| Generalmajor    | Ludwig von Estorff | 11. Mai 1915 bis 28. August 1916      |
| Generalmajor    | Fritz von Unger    | 29. August bis 18. September 1916     |
| Generalmajor    | Arthur von Gabain  | 18. September 1916 bis 1. Januar 1917 |
| Generalmajor    | Wilhelm von Auer   | 02. Januar 1917 bis 3. Januar 1918    |
| Generalleutnant | Hans Feodor Lepper | 05. Januar bis 27. November 1918      |